# Dorsale (informatica)
Una dorsale di rete o backbone (/ˈbækbəʊn/), nei campi delle telecomunicazioni e dell'informatica, è un collegamento ad alta velocità di trasmissione e capacità tra due server o router di smistamento informazioni e appartenente normalmente alla rete di trasporto di una rete di telecomunicazioni.

## Descrizione
Una dorsale è una linea logica che può essere fisicamente singola o multipla con la quale vengono interconnessi ad un livello superiore (facendoli confluire) tronchi di rete con velocità e capacità inferiore grazie a meccanismi di multiplazione. Questo tipo di rete permette di ridimensionare il numero delle collisioni nelle reti che hanno questo problema. Macchine che eseguono queste operazioni sono ad esempio gli switch.
È evidente che dovendo collegare ad esempio due punti lontani, quindi mettendo in gioco risorse importanti, risulta conveniente effettuare un collegamento dorsale e non singolo con risparmio notevole sul cablaggio e sui costi associati. Di questi collegamenti ne esistono alcuni transoceanici che collegano l'Europa e gli Stati Uniti, sotto forma di cavi sottomarini, altri intercontinentali terrestri. Ad esempio, la rete universitaria italiana GARR (che è uno dei backbone più importanti d'Italia) collega l'Università Federico II di Napoli alle altre università Italiane.
Una dorsale può essere però anche di pochi centimetri, quando per esempio interconnette degli switch in stack; può addirittura essere di tipo completamente differente, ad esempio nei rami inferiori Ethernet e nel backbone FDDI caratterizzato dal tipo ad anello.